# FAKE (Youjeenの曲)
「FAKE」（フェイク）は、Youjeenの4枚目のシングルである。2002年3月27日発売。

## 概要
前作「Beautiful Days」から約6か月ぶりとなる。初回特典としてタトゥーシールを封入。
M-1「FAKE」はそれまでの元LUNA SEAのJのプロデュースと違い、ゲイリー・スタウトである。
M-2「yesterday...」（アルバム未収録）、M-3「猫」は、Youjeenによる初自作編曲。
Cherry Filterの2007年にリリースされたカバー・リメイクアルバム『Rewind』で「FAKE」の韓国語セルフカバー版収録。2002年8月にリリースされたCherry Filterのヒットアルバム『Made in Korea?』で「yesterday...」の韓国語セルフカバー版収録（タイトルが「Yesterday」となった）。

## 収録曲
1. FAKE
  - 作詞：Youjeen・URAN
  - 作曲：ゲイリー・スタウト・Youjeen・URAN
  - 編曲：ゲイリー・スタウト
2. yesterday...
  - 作詞：Youjeen・3+3
  - 作曲・編曲：Youjeen
3. 猫
  - 作詞・作曲：Youjeen・URAN
  - 編曲：Youjeen